# 1035 (عدد)
1035 هو عدد صحيح، يلي العدد 1034 وويسبق العدد 1036.

## في الرياضيات

### خصائص
- عدد طبيعي.[3]
- عدد فردي.[4][5]
- عدد موجب،[6] السالب منه هو -1035.[7]

## في التاريخ
- 1035 هـ هي سنة في التقويم الهجري.
- هي سنة 1035 م في التقويم الميلادي.

## وصلات خارجية
الأعداد الصاتمة، ديوان اللغة العربية.